# フランク・バウチャー (アイスホッケー選手)
フランク・バウチャー（Frank Boucher、1901年10月7日 - 1977年12月12日）は、カナダ連邦オンタリオ州オタワ出身のプロアイスホッケー選手、経営者。ポジションはセンター。
ナショナルホッケーリーグ(NHL)のオタワ・セネターズとニューヨーク・レンジャース、および太平洋岸ホッケー協会のバンクーバー・ミリオネアーズにフォワードの選手として所属した。その後、ニューヨーク・レンジャースのコーチおよびゼネラルマネージャーにも就いた。